# Jangtsekiangdelta

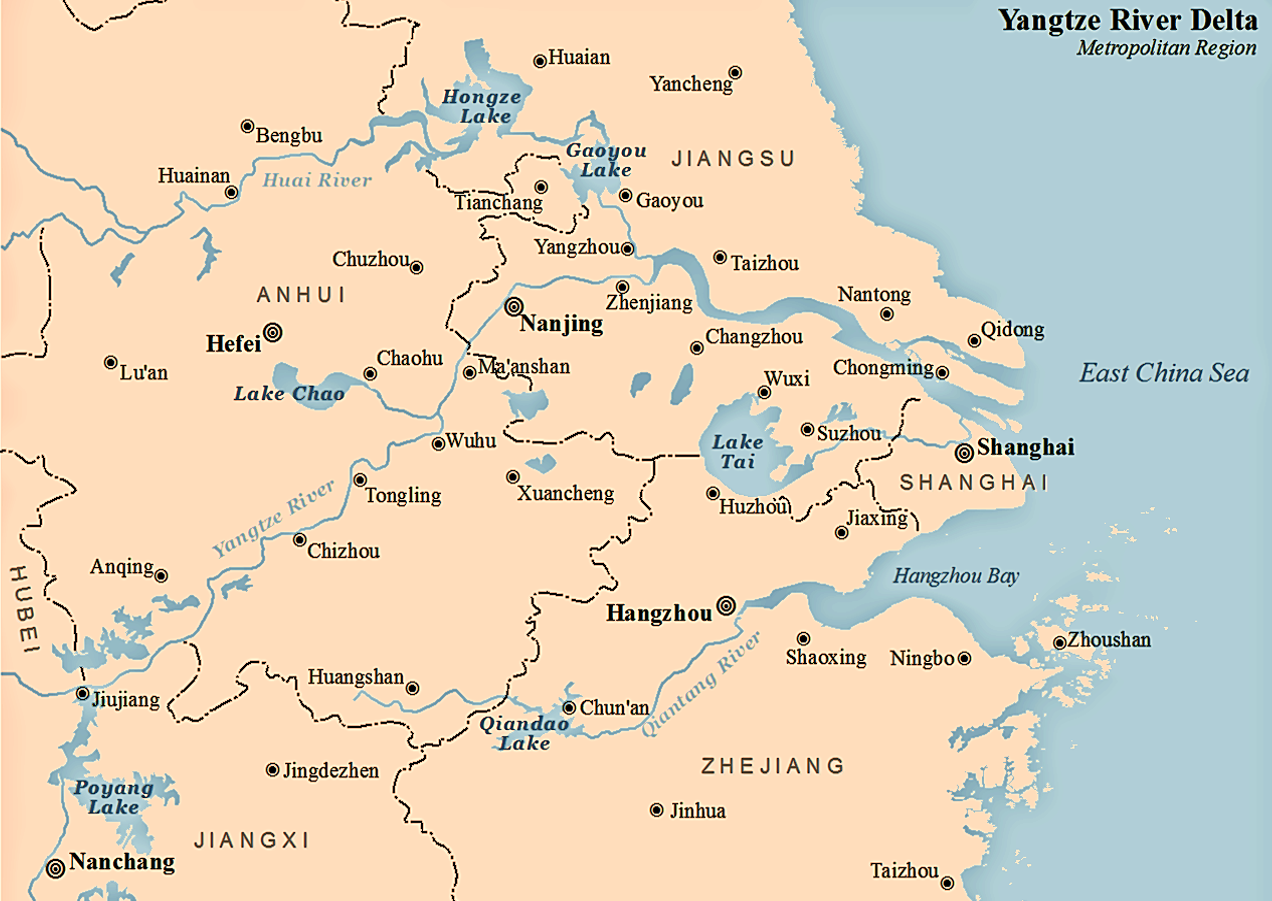
Karte des Jangtsekiangdelta

Als das Jangtsekiangdelta oder Jangtse-Delta (auch Yangtzedelta, chinesisch 長江三角洲 / 长江三角洲, Pinyin Chángjiāng sānjiǎozhōu) bezeichnet man das Mündungsgebiet des Flusses Jangtsekiang in der Volksrepublik China. Es stellt einen stark verdichteten urbanen Ballungsraum und eine Megalopolis dar. Das Delta besteht aus der Stadt Shanghai, dem südlichen Teil der Provinz Jiangsu und dem nördlichen Teil der Provinz Zhejiang und je nach Definition auch aus Teilen von Anhui. Das Gebiet liegt im Herzen der Region Jiangnan (wörtlich: „südlich des Flusses“), wo der Jangtse in das Ostchinesische Meer mündet. Die städtebauliche Entwicklung in diesem Gebiet hat zu der vielleicht größten Konzentration aneinandergrenzender Großstadtgebiete in der Welt geführt. Auch landwirtschaftlich ist das Gebiet aufgrund seiner fruchtbaren Böden von hoher Bedeutung und enthält mit dem Hafen von Shanghai einen der wichtigsten Häfen der Welt. Auf einer Fläche von über 300.000 Quadratkilometern lebt hier ca. ein Zehntel der Bevölkerung von China (über 100 Millionen Einwohner) und es wird hier ca. ein Fünftel der gesamten Wirtschaftsleistung und ein Drittel der Exporte erbracht, womit die Region zu den wohlhabendsten und bedeutendsten in Ostasien gehört.

## Geschichte
Seit dem vierten Jahrhundert, als die nationale Hauptstadt zu Beginn der Östlichen Jin-Dynastie (317–420 n. Chr.) nach Jiankang (das heutige Nanjing) verlegt wurde, ist das Jangtse-Delta ein wichtiges kulturelles, wirtschaftliches und politisches Zentrum Chinas. Hangzhou diente als chinesische Hauptstadt während der Südlichen Song-Dynastie (1127–1279), und Nanjing war die frühe Hauptstadt der Ming-Dynastie (1368–1644), bevor der Kaiser Yongle die Hauptstadt 1421 nach Peking verlegte.
Andere wichtige Städte der Region in vormoderner Zeit sind Suzhou und Shaoxing. Das antike Suzhou war die Hauptstadt des Wu-Staates (12. Jahrhundert v. Chr. – 473 v. Chr.), und das antike Shaoxing war die Hauptstadt des Yue-Staates (20. Jahrhundert v. Chr. – 222 v. Chr.). Seit dem neunten Jahrhundert ist das Jangtse-Delta das bevölkerungsreichste Gebiet in China und eines der am dichtesten besiedelten Gebiete der Welt. Während der mittleren bis späten Periode der Tang-Dynastie (618–907) entwickelte sich die Region zu einem wirtschaftlichen Zentrum, und das Jangtse-Delta wurde zum wichtigsten landwirtschaftlichen, handwerklichen, industriellen und wirtschaftlichen Zentrum für die späte Tang-Dynastie und erlebte eine Proto-Industrialisierung.
Während der Qing-Dynastie wurde Shanghai zur bedeutendsten Stadt im Delta und wurde ein wichtiger Hafen. Vom späten 19. bis zum frühen 20. Jahrhundert war Shanghai das größte Handelszentrum im Fernen Osten. Das Jangtse-Delta wurde zum ersten industrialisierten Gebiet in China. Nach dem chinesischen Wirtschaftsreformprogramm, das 1978 unter Deng Xiaoping begann, wurde Shanghai wieder zum wichtigsten Wirtschaftszentrum des chinesischen Festlandes.

## Städte

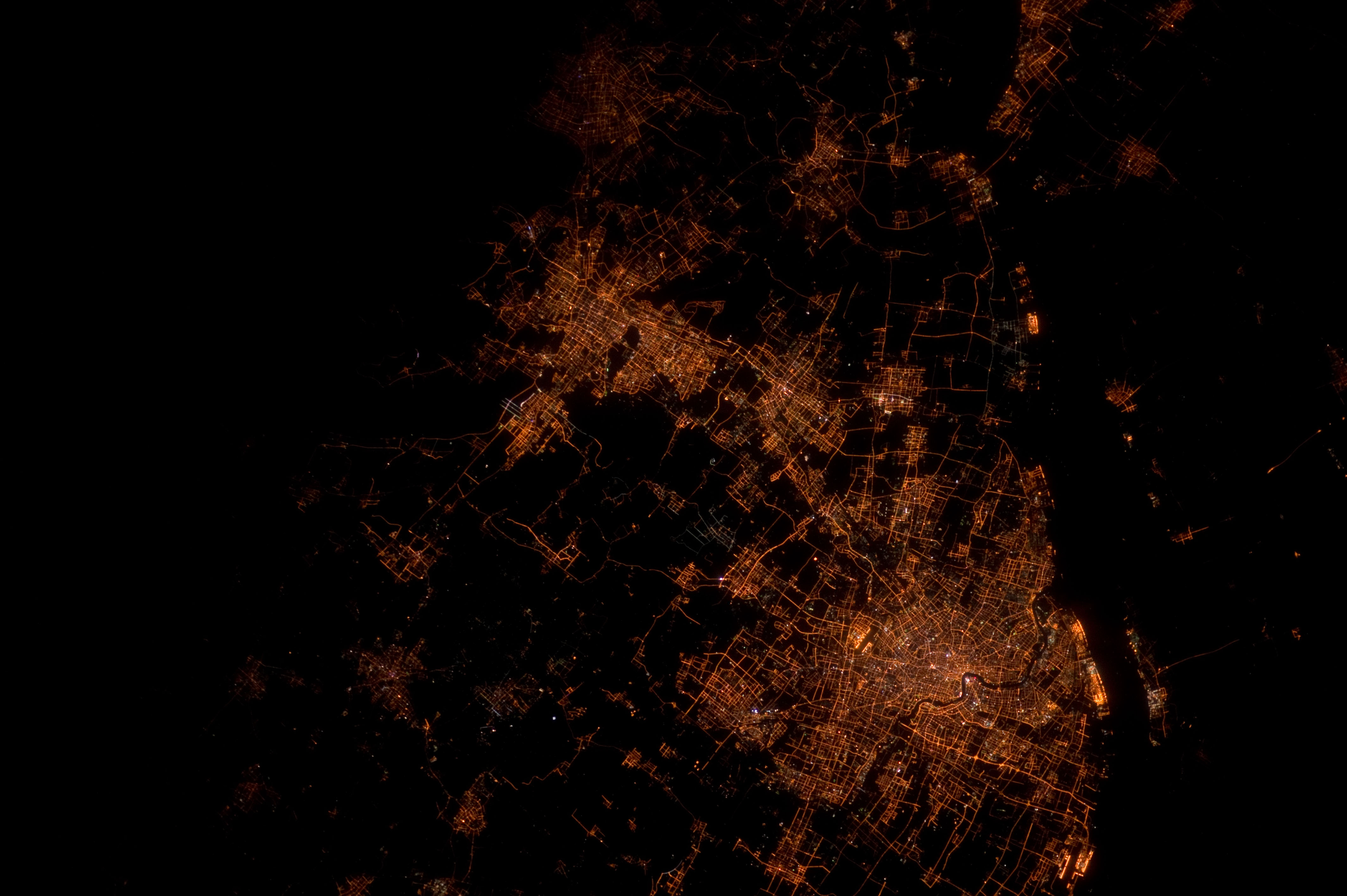
Shanghai und Umgebung bei Nacht

Die folgenden wichtigen Städte gehören zum Jangtse-Delta:
| Stadt     | Chinesisch | Pinyin    | Bild |
| --------- | ---------- | --------- | ---- |
| Shanghai  | 上海       | Shànghǎi  |      |
| Nanjing   | 南京       | Nánjīng   |      |
| Hangzhou  | 杭州       | Hángzhōu  |      |
| Suzhou    | 苏州       | Sūzhōu    |      |
| Ningbo    | 宁波       | Níngbō    |      |
| Wuxi      | 无锡       | Wúxī      |      |
| Changzhou | 常州       | Chángzhōu |      |
| Nantong   | 南通       | Nántōng   |      |
| Shaoxing  | 绍兴       | Shàoxīng  |      |
| Jinhua    | 金华       | Jīnhuá    |      |
| Jiaxing   | 嘉兴       | Jiāxīng   |      |
| Taizhou   | 台州       | Tāizhōu   |      |
| Yangzhou  | 扬州       | Yángzhōu  |      |
| Yancheng  | 盐城       | Yánchéng  |      |
| Taizhou   | 泰州       | Tàizhōu   |      |
| Zhenjiang | 镇江       | Zhènjiāng |      |
| Huzhou    | 湖州       | Húzhōu    |      |
| Huai'an   | 淮安       | Huái'ān   |      |
| Zhoushan  | 舟山       | Zhōushān  |      |
| Quzhou    | 衢州       | Qúzhōu    |      |
| Ma'anshan | 马鞍山     | Mǎ'ānshān |      |
| Hefei     | 合肥       | Héféi     |      |

## Verwaltung
Die Region besteht aus verschiedenen Städten und Provinzen und hat keine gemeinsame Verwaltung. Im Jahr 1997 führte das regelmäßige gemeinsame Treffen der Städte der Wirtschaftsregion Shanghai zur Gründung der Yangtze Delta Economic Coordination Association um die soziale und wirtschaftliche Entwicklung zu koordinieren. 2019 wurde das Gebiet der Yangtze Delta Economic Coordination Association auf ganz Anhui, Jiangsu, Zhejiang und Shanghai erweitert.

## Wirtschaft

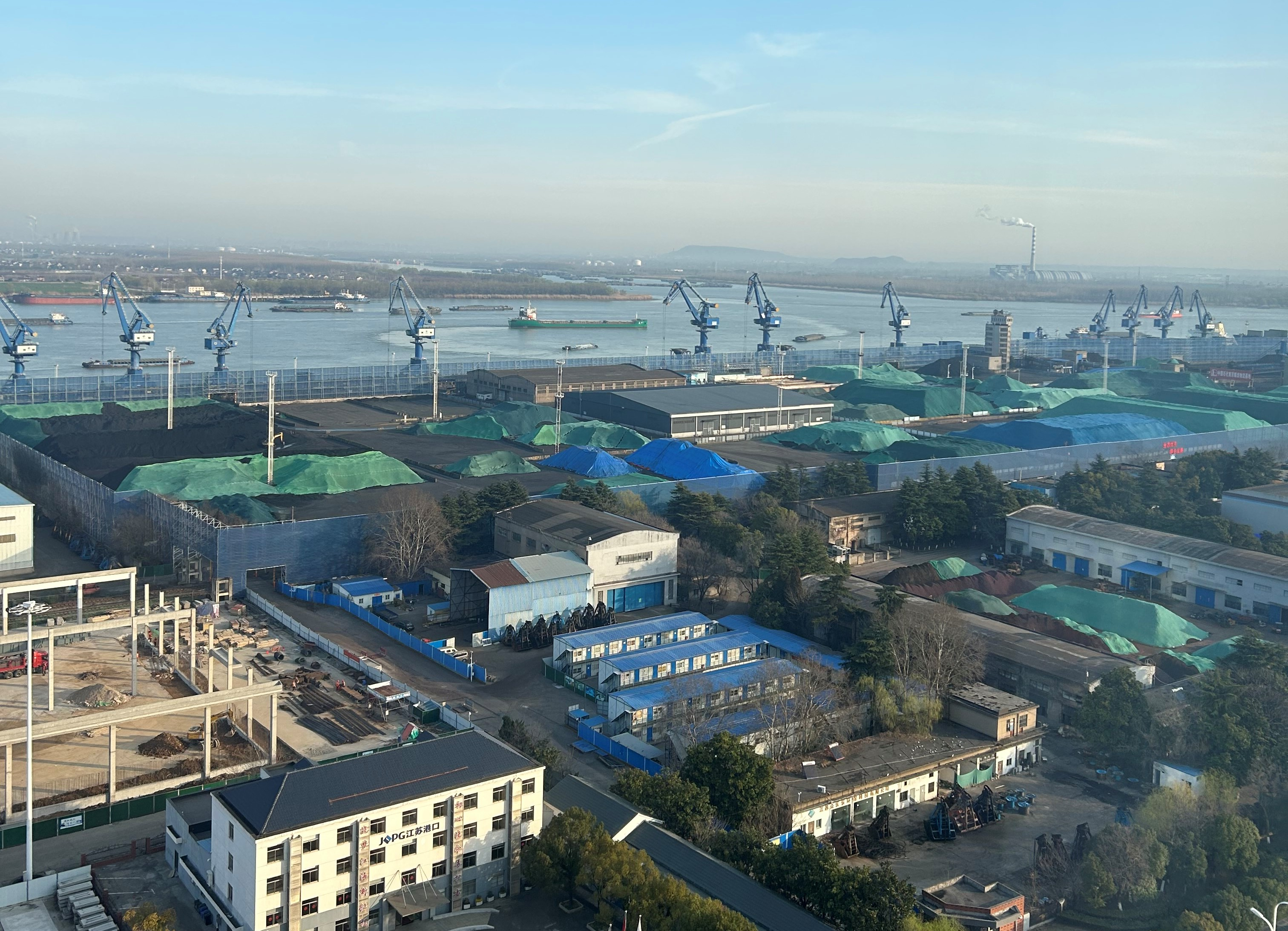
Kohlehafen von Nanjing, etwa 250 km flussaufwärts.

Das Jangtse-Delta enthält die fruchtbarsten Böden in ganz China. Reis ist die dominierende Kulturpflanze. Weiter landeinwärts konkurriert die Fischzucht und Fischfang mit dem Reisanbau. Seit den Wirtschaftsreformen und der Öffnung für den Außenhandel hat die Region zudem einen starken Aufschwung der Industrie und des Dienstleistungssektors erlebt und zählt heute zu den wichtigsten Wirtschaftsregionen der Welt. Die Zentralregierung und Lokalregierungen haben die regionale Integration durch den Bau von Flughäfen, Autobahnen und Hochgeschwindigkeitszugstrecken vorangetrieben und die wirtschaftliche Entwicklung damit gefördert. Seit den 2020er Jahren hat ein Strategiewechsel der Regierung eingesetzt, der in Verbindung mit den hohen Lohnkosten dazu führt, dass Teile der Industrie weiter in den Westen des Landesinneren abwandern. Die Region verfügt über mehrere bedeutende Hochseehäfen sowohl an der Küste zum Ostchinesischen Meer als auch mehrere hundert Kilometer flussaufwärts. So verbindet der Jangtsekiang die weiter im Inland am gelegenen Städte wie Wuhan und Chongqing mit den globalen Märkten.